# Banse la Grace
Banse la Grace es una localidad de Santa Lucía que forma parte del distrito de Laborie.